# Királynék völgye 51
A Királynék völgye 51 (QV51) egy ókori egyiptomi sír a Királynék völgyében. Tulajdonosa a XX. dinasztia idején élt Iszet Ta-Hemdzsert királyné, III. Ramszesz felesége, VI. Ramszesz anyja.
A sírt Champollion és Lepsius is leírta. Építését valószínűleg még III. Ramszesz uralkodása alatt kezdték meg, de VI. Ramszesz uralkodása alatt fejezték be. Már az ókorban kirabolták; egy sírrablásokkal kapcsolatos, a XX. dinasztia alatt keletkezett papirusz említi is. A feltárásra Ernesto Schiaparelli (a torinói Egyiptomi Múzeum igazgatója) vezetésével került sor.

## A sír leírása

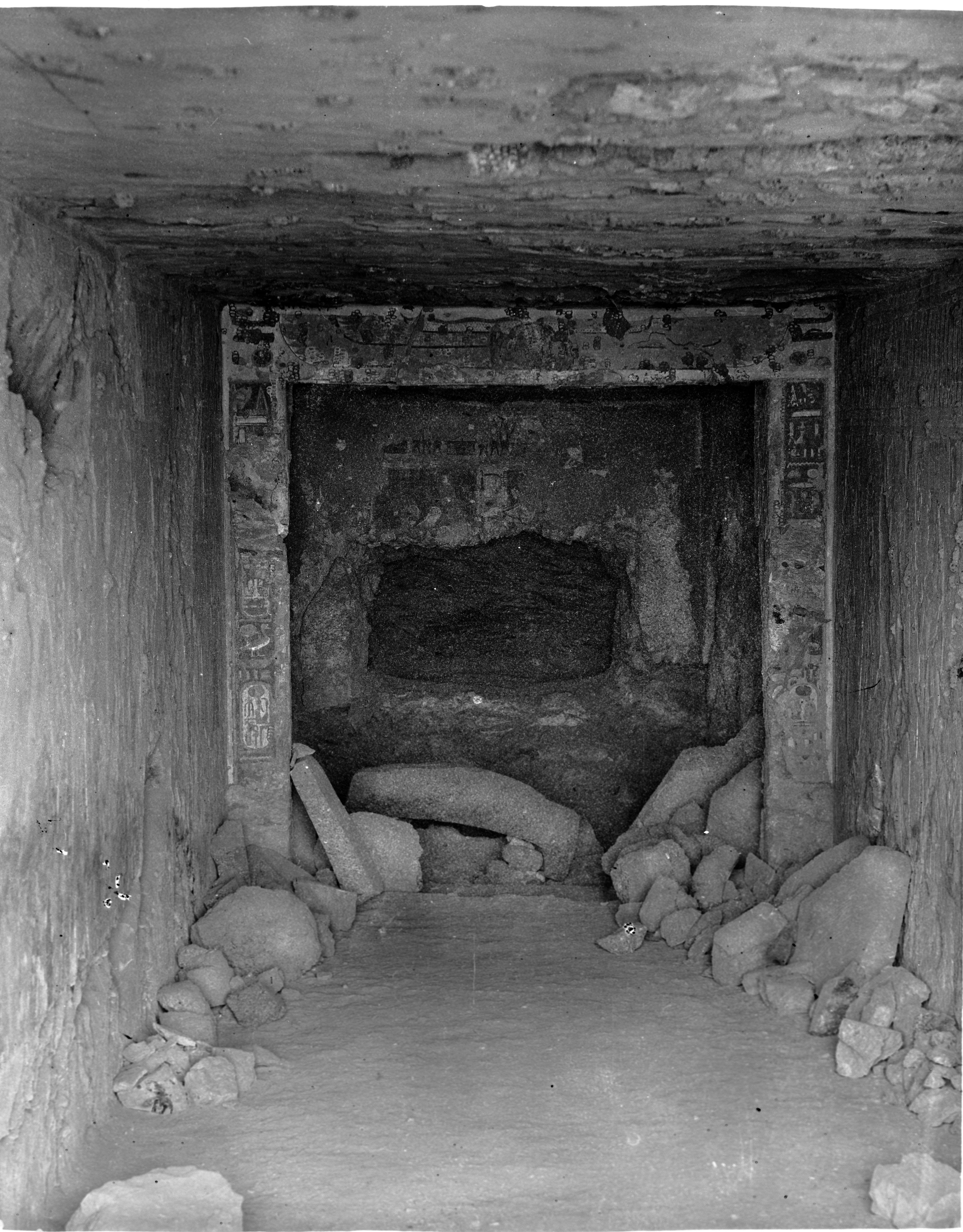
Folyosó Iszet Ta-Hemdzsert királynő sírjától (QV51). Schiaparelli ásatások, 1904.

A sír egyenes tengelyű, több helyiségből áll, alaprajza nagyjából szimmetrikus. A bejárati folyosó egy újabb folyosóban folytatódik, ami hosszúkás csarnokba vezet. Ebből kétoldalt egy-egy oldalkamra nyílik. A folyosón a királynét különféle istenek, köztük Ptah-Szokar, Atum és Ozirisz társaságában ábrázolják. A királyné áldozatokat is bemutat: papiruszt, szisztrumokat és parázstartókat. A hosszúkás csarnokban IV. Ramszesz feliratai olvashatóak, emellett a királyné virágokkal járul Ptah, Anhur-Su és Atum elé. A két mellékkamrában istennők láthatóak, köztük Ízisz, Nebethet, Szelket és Neith, valamint istenek és pávián képe.
Iszet az egyik ábrázolásán különleges fejdíszt visel: ureusszal ellátott keselyűkoronát virágokkal. Rajta kívül ezt a fajta koronát csak Nebettaui és Titi királynékon ábrázolták, illetve egy korábbi változatát Szitamon hercegnő-királyné fején.
A királyné vörösgránit szarkofágjának darabjai ma a torinói Egyiptomi Múzeumban találhatóak.